# Giovanni Andrea Bussi
Giovanni Andrea Bussi (1417-1475), también conocido como Giovan de' Bussi o Joannes Andreae, era un humanista del Renacimiento italiano y el Obispo de Aleria (desde 1469). Era un importante editor de textos clásicos y produjo numerosas ediciones príncipe de incunables. En sus manos el prefacio estuvo expandido de su función anterior como letra privada a un patrón, para devenir una conferencia pública, y en tiempo un púlpito de matón.
Bussi era un platonista y amigo de Nicolás de Cusa y Basilio Besarión, en cuyo círculo filosófico se movió. De 1458 a la muerte del Cardenal en 1464 sirvió a Nicolás de Cusa como secretario en Roma, donde ayudó a su maestro a editar un manuscrito de siglo IX del Opuscula y otros trabajos de Apuleyo. Desde 1468 Bussi era el editor jefe para la casa de impresión Conrad Sweynheym y Arnold Pannartz después de que se mudasen de Subiaco a Roma. Él también colmó de alabanzas a Nicolás de Cusa y a Basilio Besarión y utilizó su prefacio dedicatorio a Apuleius para promulgar la Defensio Platonis de Basilio. También incorporó una edición de Alcinous traducida por Pietro Balbi a su impresión de Apuleius. El prefacio a esta versión suscitó una correspondencia con Jorge de Trebisonda y su hijo Andreas. Andreas atacó a Bussi y Bessarion en una carta titulada Platonis Accusatio y Bussi dirigió una respuesta a Andreas en el prefacio de su edición de Estraboón. El debate duró hasta 1472. 
Nicolás de Cusa, en su diálogo De no aliud de 1462, nombra a Bussi como un experto en el Parménides de Platón. Nicolás de Cusa y Bussi editaron la traducción del Expositio en Parmenidem de Proclo de Guillermo de Moerbeke, y el marginalia que escribieron en el códice de Nicolás de Cusa incluso ha sido publicado. Ellos dos también editaron a mano el Corpus hermeticum de Hermes Trismegistuo. Mientras Nicolás de Cusa escribía con letra gótica, Bussi utilizaba una cursive Humanista minúscula. Mientras Nicolás de Cusa escribía notas marginalias largas, Bussi prefiría mantener aquellas a un mínimos y corregir el texto directamente. La filología que utilizaba en su correcciones, ha sido completamente rechazada por escuela moderna y su intentó de aclaraciones han sido criticadas como "precipitadas" y "desafortunadas".
Bussi también produjo para la Editorial Sweynheym and Parnnatz la Epistolae de Jerónimo (1468), la Naturalis historia de Plinio el Viejo (1470), todos los trabajos de Cipriano (1471), y los trabajos de Aulo Gelio. Aunque su edición de Plinio no fue la primera (era precedica por una impresión veneciana de 1469), no obstante fue criticada por Niccolò Perotti en una carta a Francesco Guarneri, secretario del cardenal nepote Marco Barbo. Perotti debate la práctica de Bussi, entonces común, de añadir un prefacio propio a un texto antiguo, y también la calidad y exactitud de su edición.
Bussi dedicó la mayoría de sus ediciones al Papa Paulo II, a quien  sirvió como el primer bibliotecario papal, cuando Perotti asumió su cargo anterior cuando editor de prensa para Sweynheym y Parnnatz (1473). En 1472 el solicitó la ayuda para Sweynheym y Pannartz del Papa Sixto IV, desde que los impresores, quienes normalmente publicaban 275 copias en una edición sola, tuvieron una enorme cantidad de ediciones no vendidas.
Él acuñó el término de media tempestas para referirse a la Edad Media.